# Volcà del Puig de la Garsa
El Volcà del Puig de la Garsa és un antic volcà situat al municipi d'Olot. També és conegut com a Puig de Cugull, o puig de Rebolleda. Es troba al Parc Natural de la Zona Volcànica de la Garrotxa. Està llistat com a bé d'interès natural. És format per un con de piroclasts sense cràter aparent, vorejat pel barranc de Garrofars i ratllat per la línia d'alta tensió.